# Mechili
Mechili (arabisk: المخيلي) er en lille landsby i Cyrenaica i Libyen hvor der ligger et tidligere tyrkisk fort. Den ligger 274 km øst for Benghazi og 80 km vest for Timimi.

## Geografi
På grund af dens placering i ørkenen var Mechili tidligere meget isoleret, men det sluttede med anlæggelsen af ørkenvejen mellem Charruba og Timimi 1975-1985. Denne vej blev den foretrukne for rejser mellem Tobruk og Benghazi.

## 2. verdenskrig
Den 27. januar 1941 erobrede den britiske Western Desert Force under kommando af general Richard O'Connor byen fra italienerne efter at have erobret Tobruk den 22. januar og efter at have gennemført en vovefuld omgående bevægelse.
Den 7. april samme år besatte den tyske generalløjtnant Erwin Rommels styrker Mechili under hans først offensiv gennem Cyrenaica med det formål at omringe de britiske styrker, og dette bidrog til at fange O'Connor nær Derna samme måned.
Den 18. december 1941 generobrede britiske styrker Mechili under Operation Crusader.
I starten af februar 1942 generobrede Rommels styrker Mechili under hans anden offensiv gennem Cyrenaica.
I november 1942 erobrede britiske styrker Mechili for sidste gang.